# Jonathan Santana
Jonathan Santana (ur. 19 października 1981 w Buenos Aires, Argentyna) – piłkarz argentyński, posiadający również obywatelstwo Paragwaju. Gra na pozycji pomocnika w Kayserisporze.